# Fosse Sainte-Marie des mines d'Aniche
Ne doit pas être confondu avec Fosse Sainte-Marie des mines d'Azincourt.
La fosse Sainte-Marie de la Compagnie des mines d'Aniche est un ancien charbonnage du Bassin minier du Nord-Pas-de-Calais, situé à Auberchicourt. Son fonçage commence en 1856 ou 1857 à la suite de l'ouverture de la fosse Traisnel, alors que la fosse Archevêque est encore en cours de fonçage. Dans la partie occidentale de sa concession, la Compagnie d'Aniche entreprend également la fosse Notre-Dame. La fosse Sainte Marie commence à extraire en 1861 ou 1863. Le chevalement en bois est remplacé par un chevalement métallique en 1888.
Un second puits est ajouté en 1907. Il est destiné à l'aérage et à l'extraction. La fosse est détruite pendant la Première Guerre mondiale. Elle est reconstruite au début des années 1920, le puits Sainte-Marie no 1 est doté d'un chevalement en béton armé. Des cités sont bâties.
La Compagnie des mines d'Aniche est nationalisée en 1946, et intègre le Groupe de Douai. Les puits sont approfondis à 508 mètres en 1951. Des habitations supplémentaires sont également construites. La fosse cesse d'extraire en 1960 après avoir produit 8 166 000 tonnes de houille, elle assure alors l'aérage pour la fosse Delloye jusqu'en 1968. Les puits sont remblayés en 1969. Les installations sont alors détruites, le chevalement de Sainte-Marie no 2 est détruit en novembre 1972, celui de Sainte-Marie no 1, en décembre 1975.
Au début du XXIe siècle, Charbonnages de France matérialise les têtes des puits Sainte-Marie nos 1 et 2. Il subsiste quelques bâtiments de la fosse, ainsi que ses cités et ses terrils nos 125 et 125A. Le terril no 125A a été classé le 30 juin 2012 au patrimoine mondial de l'Unesco.

## La fosse
Alors que la Compagnie des mines d'Aniche vient de mettre en service en 1856 sa fosse Traisnel à Aniche, et sa fosse Gayant à Waziers, elle continue le fonçage de la fosse Archevêque à Aniche, commencé en 1854, et commence deux nouvelles fosses : Notre-Dame sur le gisement de Douai, et Sainte-Marie sur celui d'Aniche.

### Fonçage
Le fonçage commence en 1856 ou 1857, à Auberchicourt, quelques années après le serrement du puits de la fosse Espérance, survenu en 1850,. Le diamètre du puits Sainte-Marie no 1 est de quatre mètres, et son altitude de 28 mètres. Le cuvelage est en bois de trois à 57,70 mètres, en fonte de 57,70 à 89,70 mètres et en bois de 89,70 à 92,70 mètres. Le terrain houiller est atteint à 230,50 mètres, ou 232 mètres.

### Exploitation
La fosse commence à extraire en 1861 ou 1863.
Le faisceau des houilles sèches d'Aniche est exploité dans sa partie occidentale par la fosse Sainte-Marie, situé à 1 850 mètres au couchant de la fosse Archevêque. Elle est située dans les mort terrains jusqu'à la profondeur inusitée de 232 mètres, qui correspond à une dépression du bassin. L'emplacement de la fosse a bien été choisi, car elle est tombée à peu près sur l'affleurement de Jumelle, qui est une des veines méridionales du faisceau, de sorte que les travaux pourront se maintenir, en profondeur, à une faible distance du puits.
En 1868, le cuvelage en bois, qui règne sur 92 mètres de hauteur, laisse passer beaucoup d'eau, il est alors revêtu d'une chemise en fonte sur 30,60 mètres.
En 1886, l'exploitation n'a pas dépassé à cette fosse le niveau de 348 mètres, le puits est profond de 354 mètres. Entre les veines Sans nom, Sondage et Jumelle, deux veines inconnues ont été rencontrées dans le reste du faisceau. Elles ont été exploitées sur un assez grand développement au niveau de 299 mètres, mais il ne leur a été attribué aucun nom. Au même niveau de 299 mètres, on a fait fonctionner pendant plusieurs années, dans la bowette nord et dans la voie de fond de la veine Georges, sur une longueur de 960 mètres, dont 600 mètres en bowette, une traction mécanique par corde-tête et corde-queue, avec machine à vapeur au jour. Cette traction mécanique n'existe plus, elle avait été mise en place en 1876. On ne trouve pas la moindre trace de grisou dans cette fosse.
Un nouveau chevalement métallique remplace l'ancien en bois en 1888, il est identique à ceux des fosses Archevêque et Saint-Louis.
Le puits Sainte-Marie no 2 est commencé en 1907, à 70 mètres à l'est-sud-est du premier. Son diamètre est de 4,20 mètres, son cuvelage est en fonte de 1,12 à 99,60 mètres. Le terrain houiller a été atteint à 230,60 mètres. La fosse est détruite lors de la Première Guerre mondiale. Le puits no 1 est reconstruit avec un chevalement en béton armé, similaire à celui du puits Saint-René no 1. Il est destiné à assurer l'extraction et l'aérage.
La Compagnie des mines d'Aniche est nationalisée en 1946, et intègre le Groupe de Douai. Les deux puits sont ravalés à 508 mètres en 1951. Sainte-Marie no 2 assure l'entrée d'air avec le puits de l'Archevêque, alors que le puits Sainte-Marie no 1 est équipé de ventilateurs pour assurer le retour d'air. La fosse dispose alors de ses installations datant de la reconstruction au début des années 1920, dont un triage, similaire à ceux de bien d'autres fosses de l'ancienne compagnie. La houille extraite est envoyée aux lavoir de la fosse Gayant, sise à Waziers.
La fosse cesse d'extraire en 1960, après avoir produit 8 166 000 tonnes de houille, elle assure alors l'aérage pour la fosse Delloye, sise 4 240 mètres à l'ouest-sud-ouest, jusqu'en 1968, trois ans avant la fermeture de la fosse Delloye. Les puits Sainte-Marie nos 1 et 2, respectivement profonds de 516 et 523 mètres, sont remblayés en 1969. Dans les deux puits quatre accrochages étaient établis à 265, 348, 428 et 508 mètres. Les installations sont alors détruites, le chevalement de Sainte-Marie no 2 est détruit en novembre 1972, celui de Sainte-Marie no 1, en décembre 1975.

### Reconversion
Au début du XXIe siècle, Charbonnages de France matérialise les têtes de puits Sainte-Marie nos 1 et 2. Le BRGM y effectue des inspections chaque année. Chose unique dans le bassin minier, le puits no 2 est équipé de deux têtes de puits matérialisées.

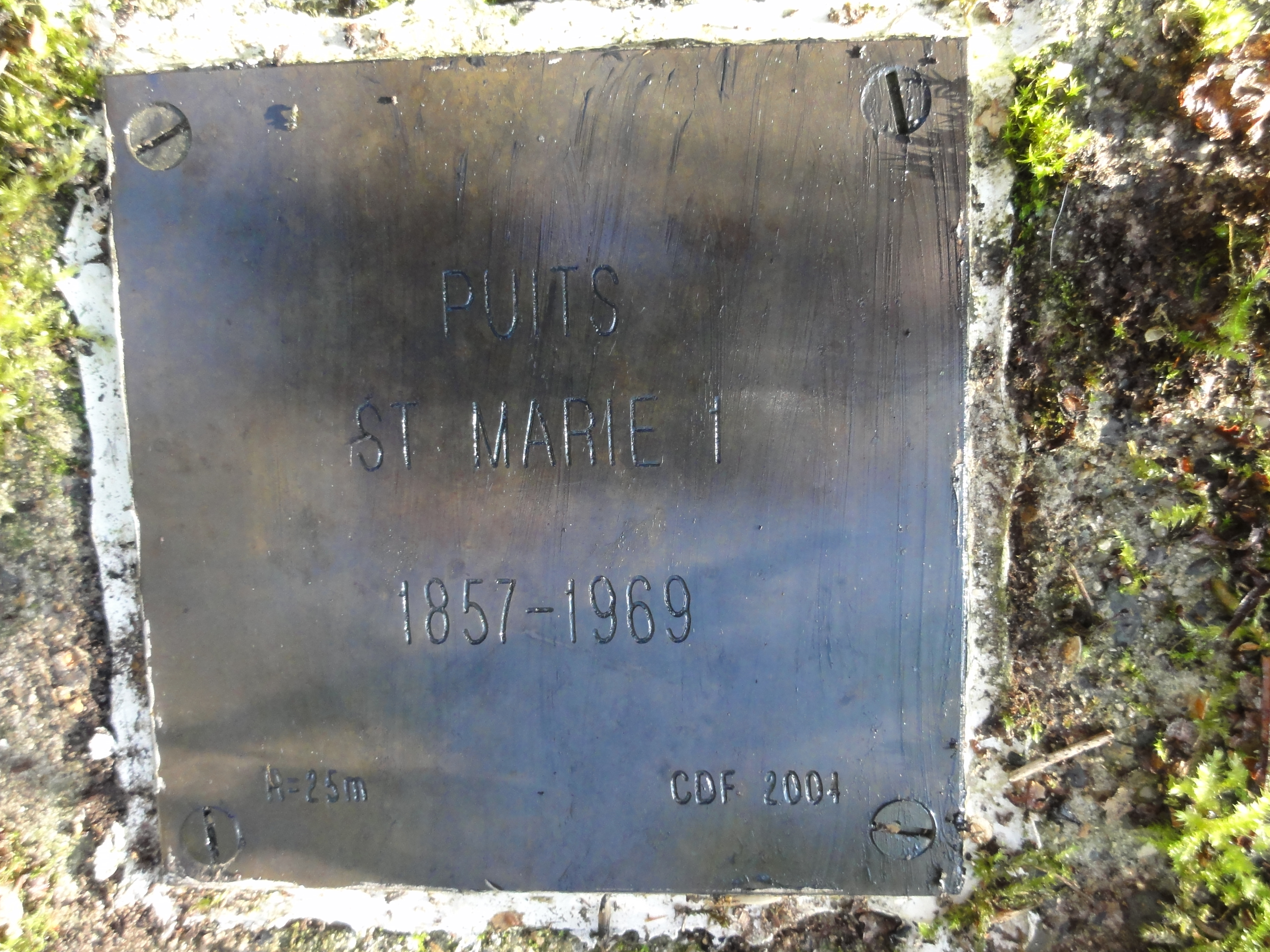
Puits Sainte-Marie no 1, 1857 - 1969.
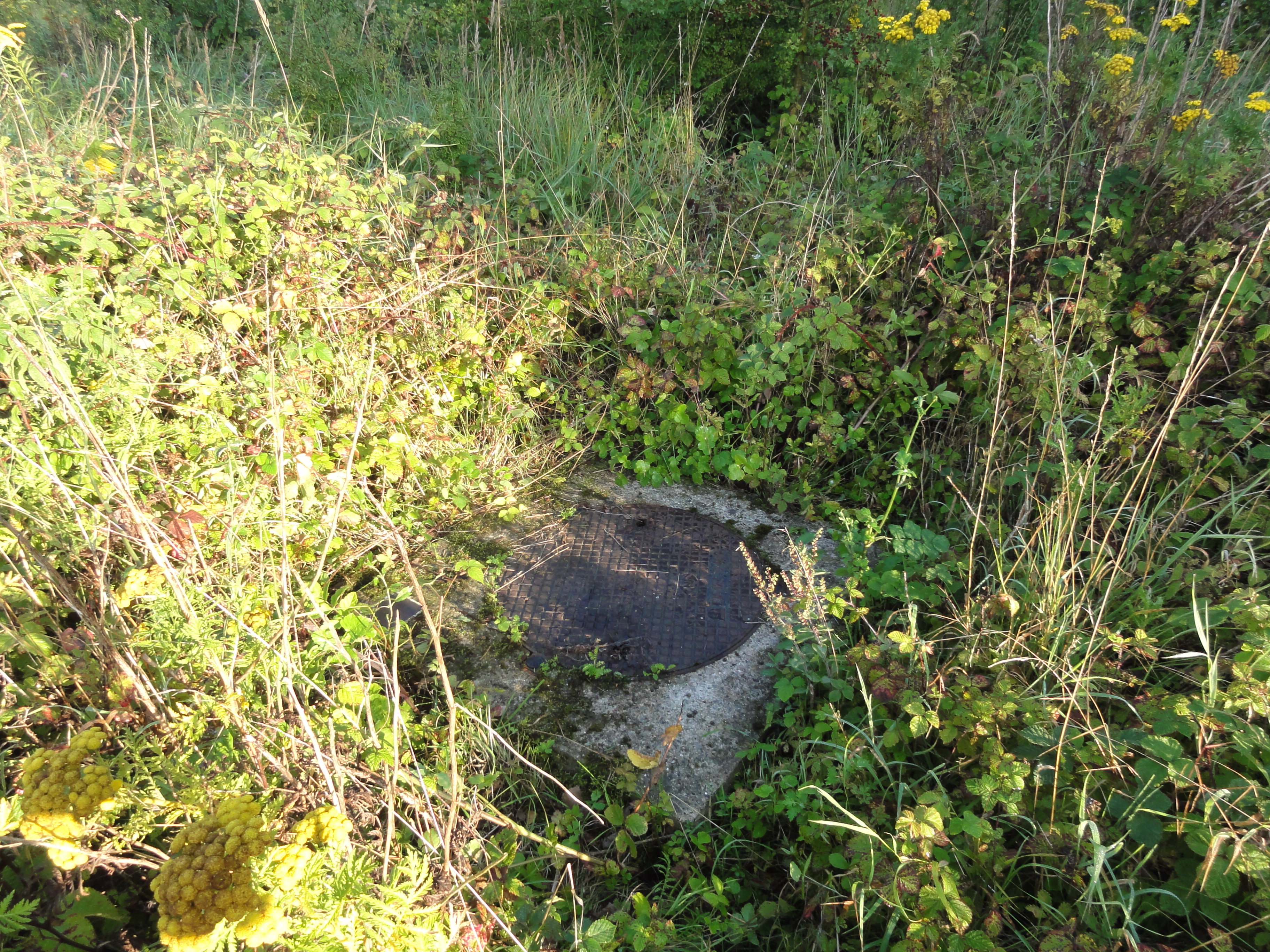
La tête de puits matérialisée.
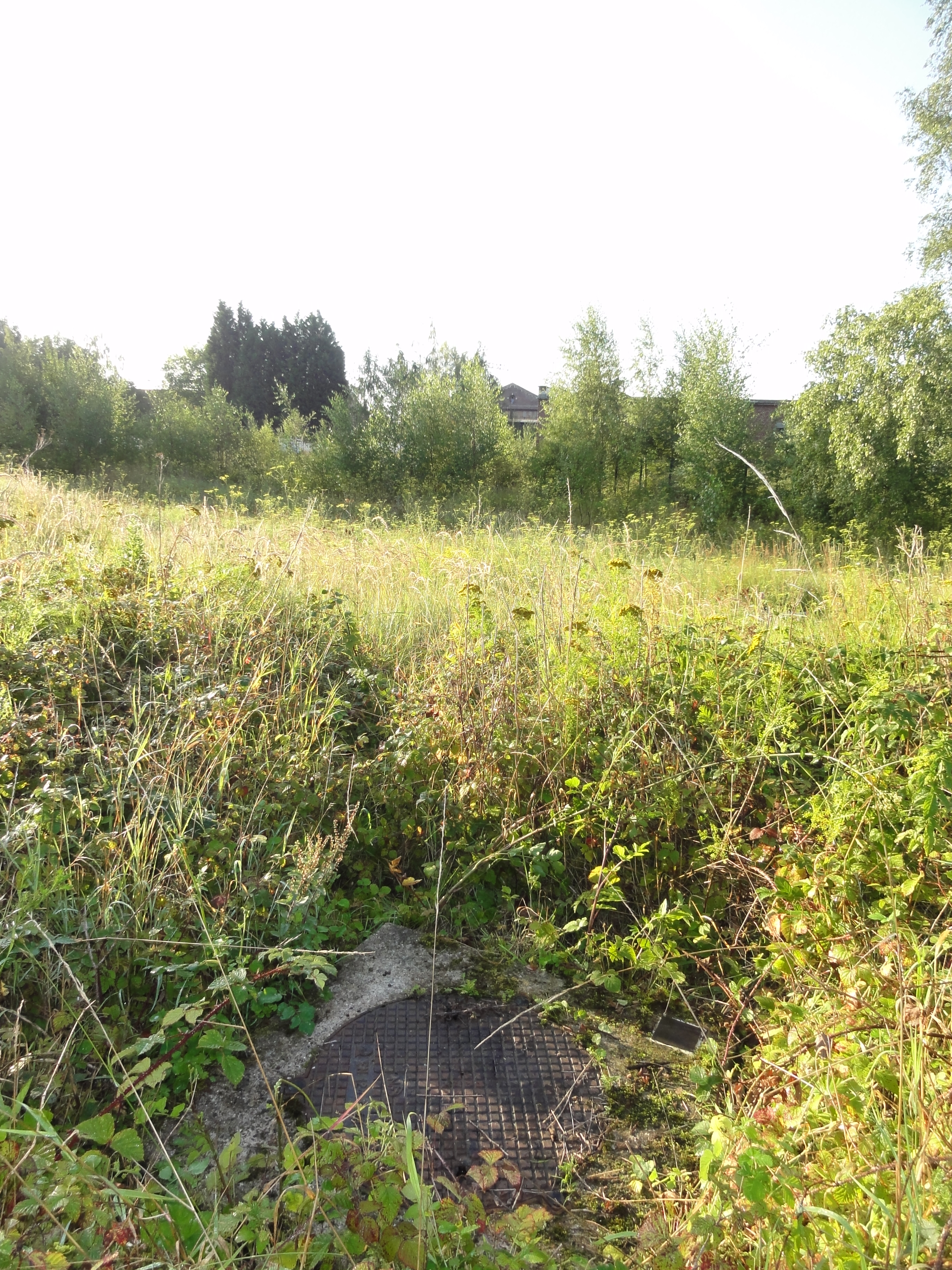
Le puits dans son environnement.
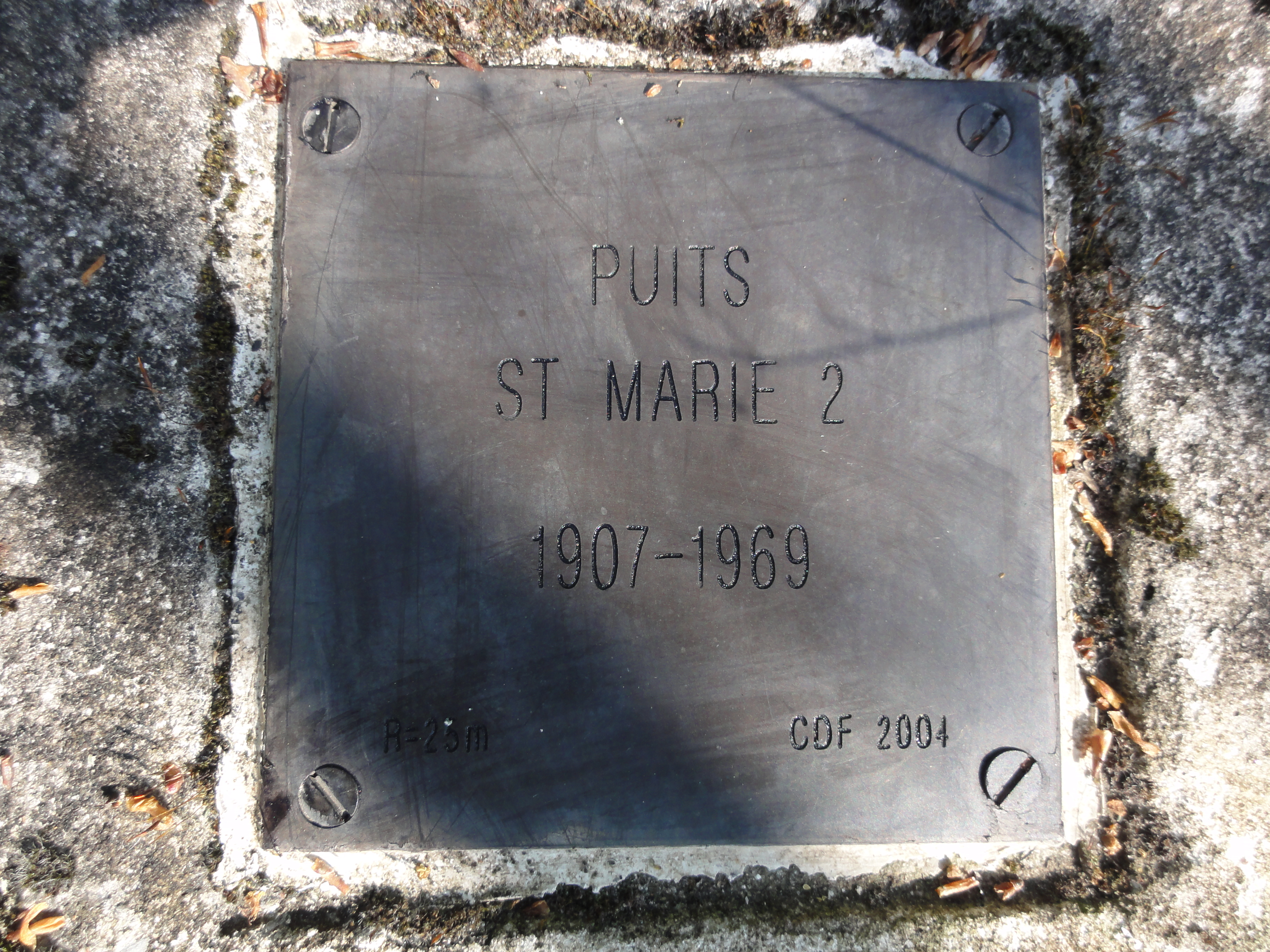
Puits Sainte Marie no 2, 1907 - 1969.
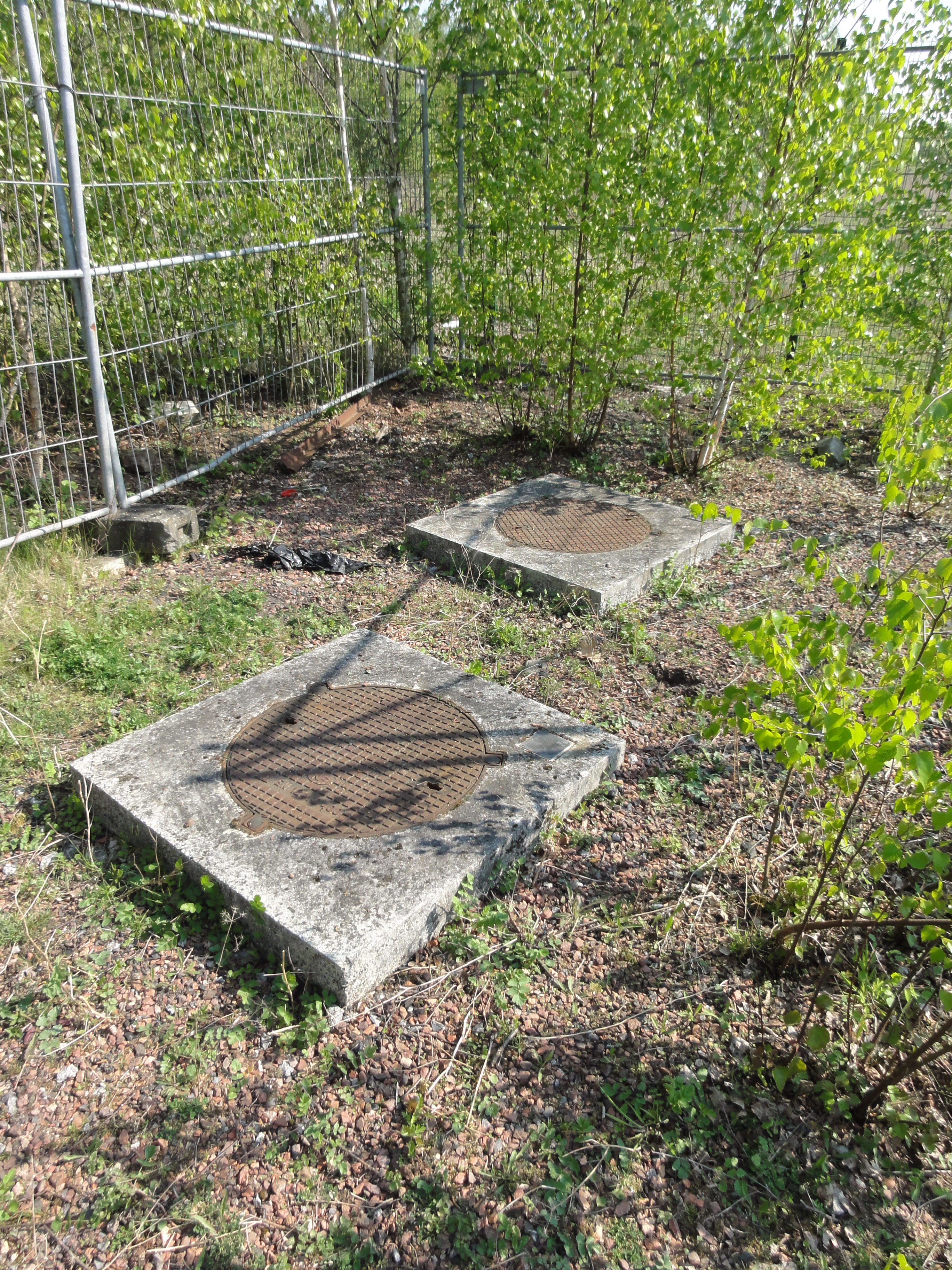
Les têtes de puits matérialisées.
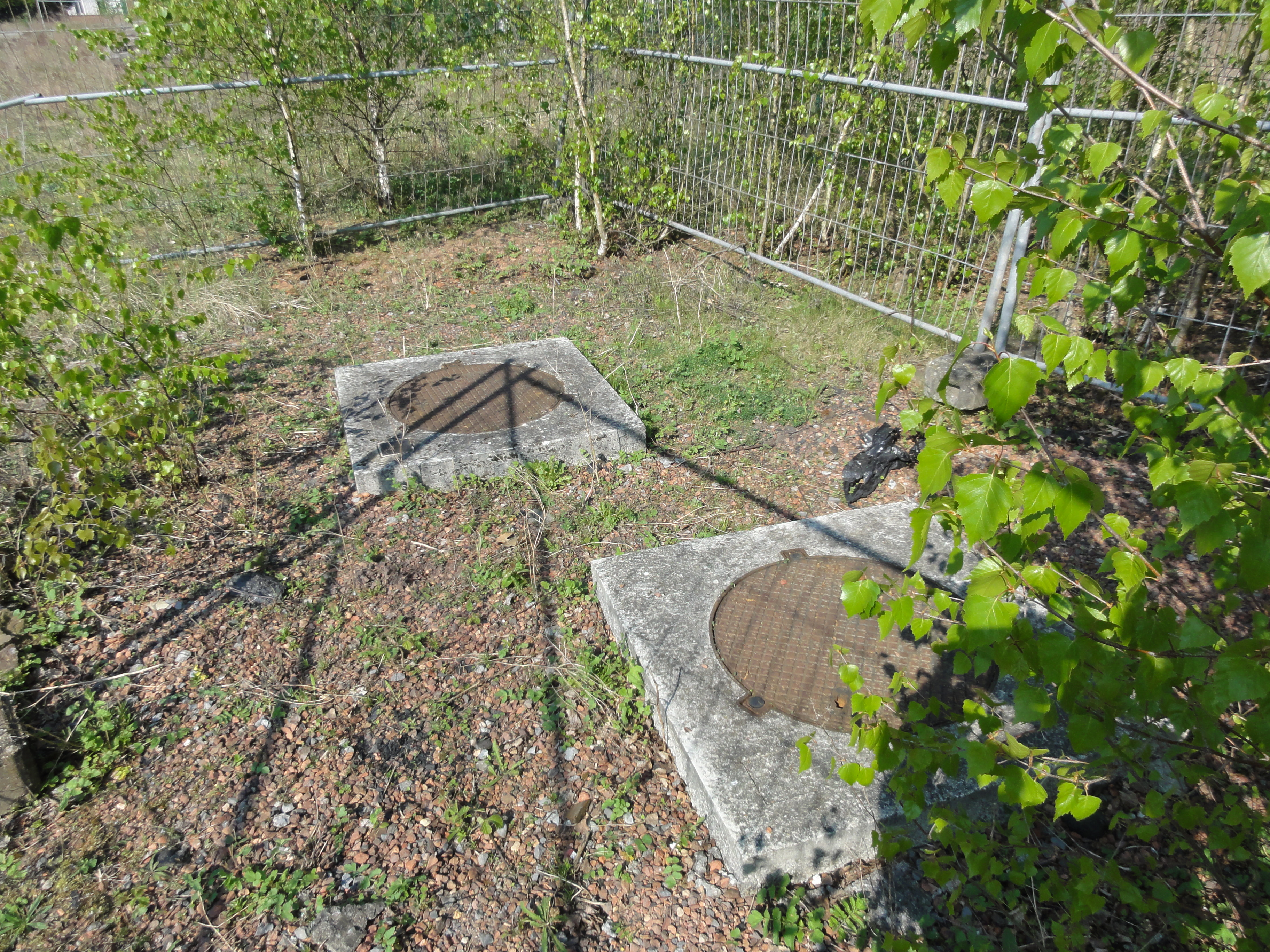
Les têtes de puits matérialisées.

Il subsiste encore plusieurs bâtiments sur le site, dont les lavabos, les bureaux, le magasin et le logement du garde.

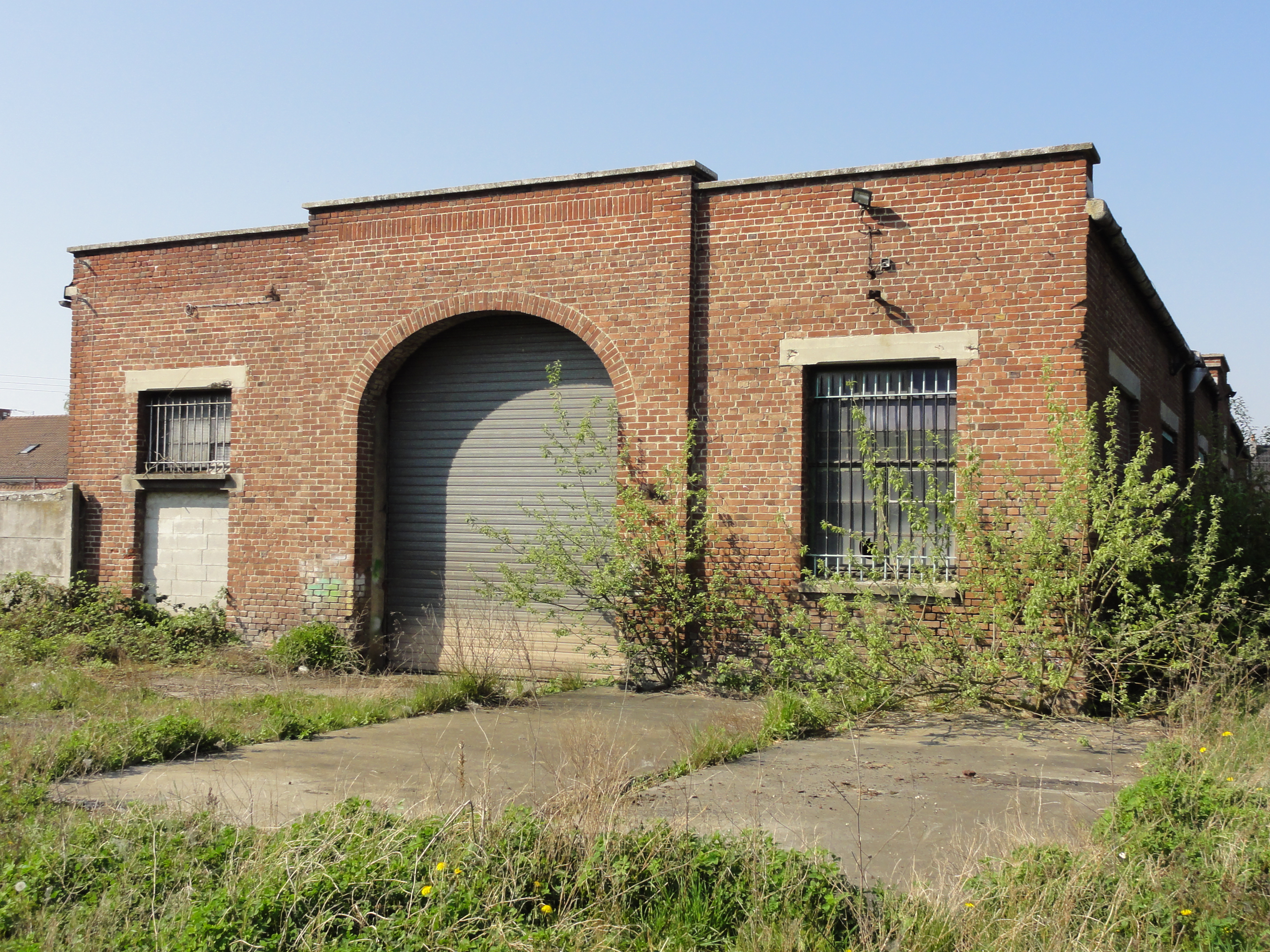
Les ateliers.
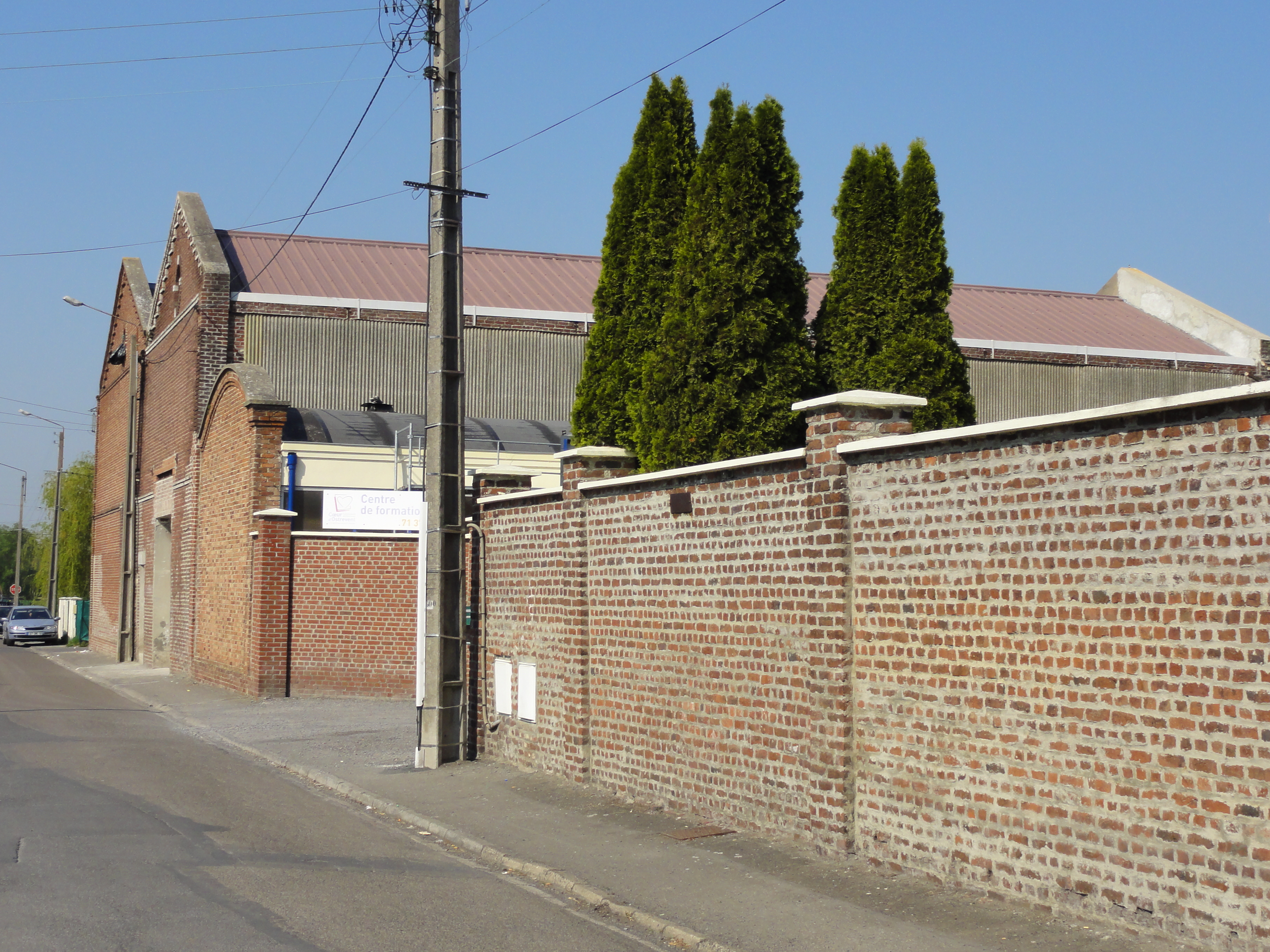
Les lavabos.
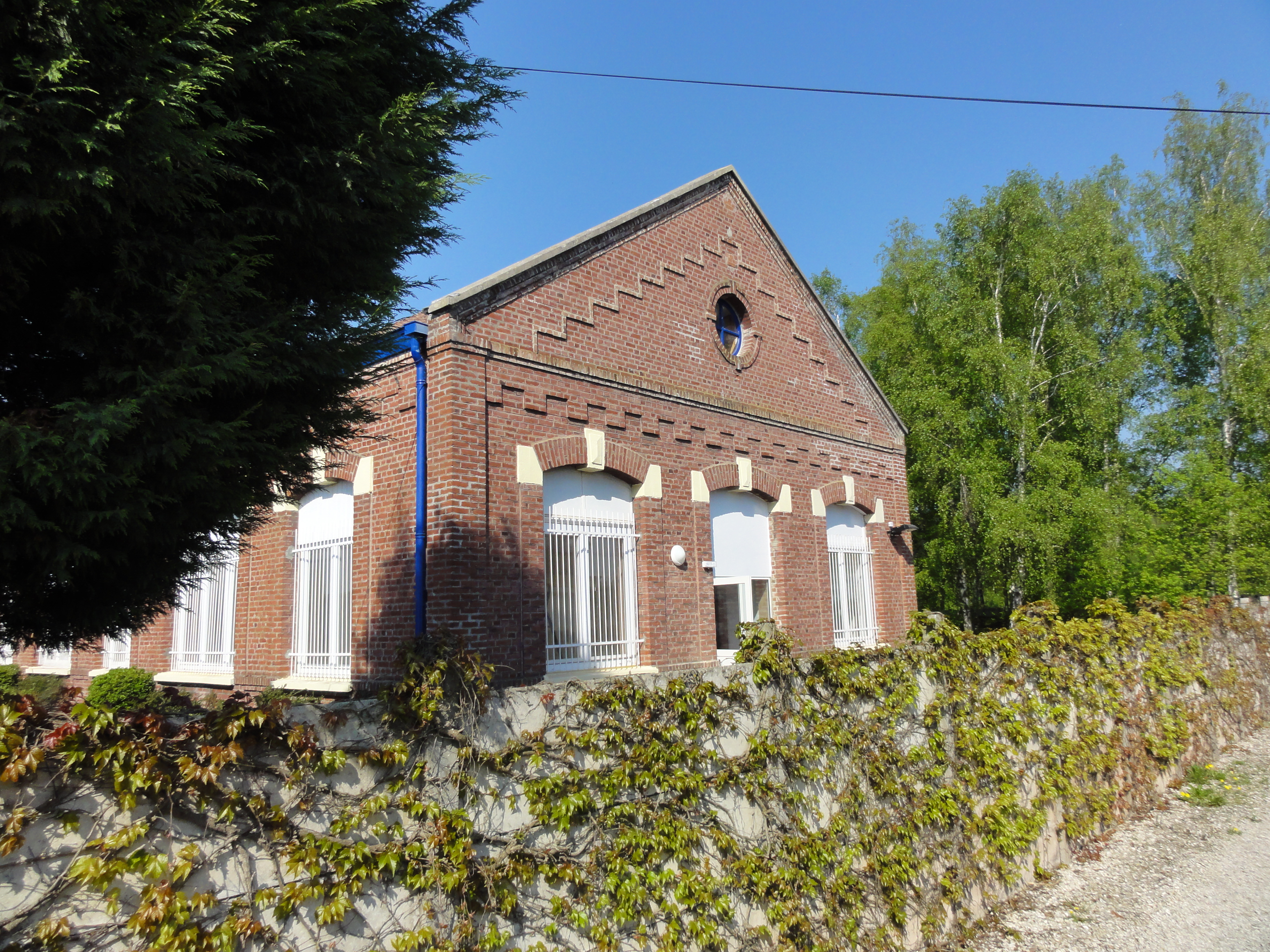
Les bureaux.
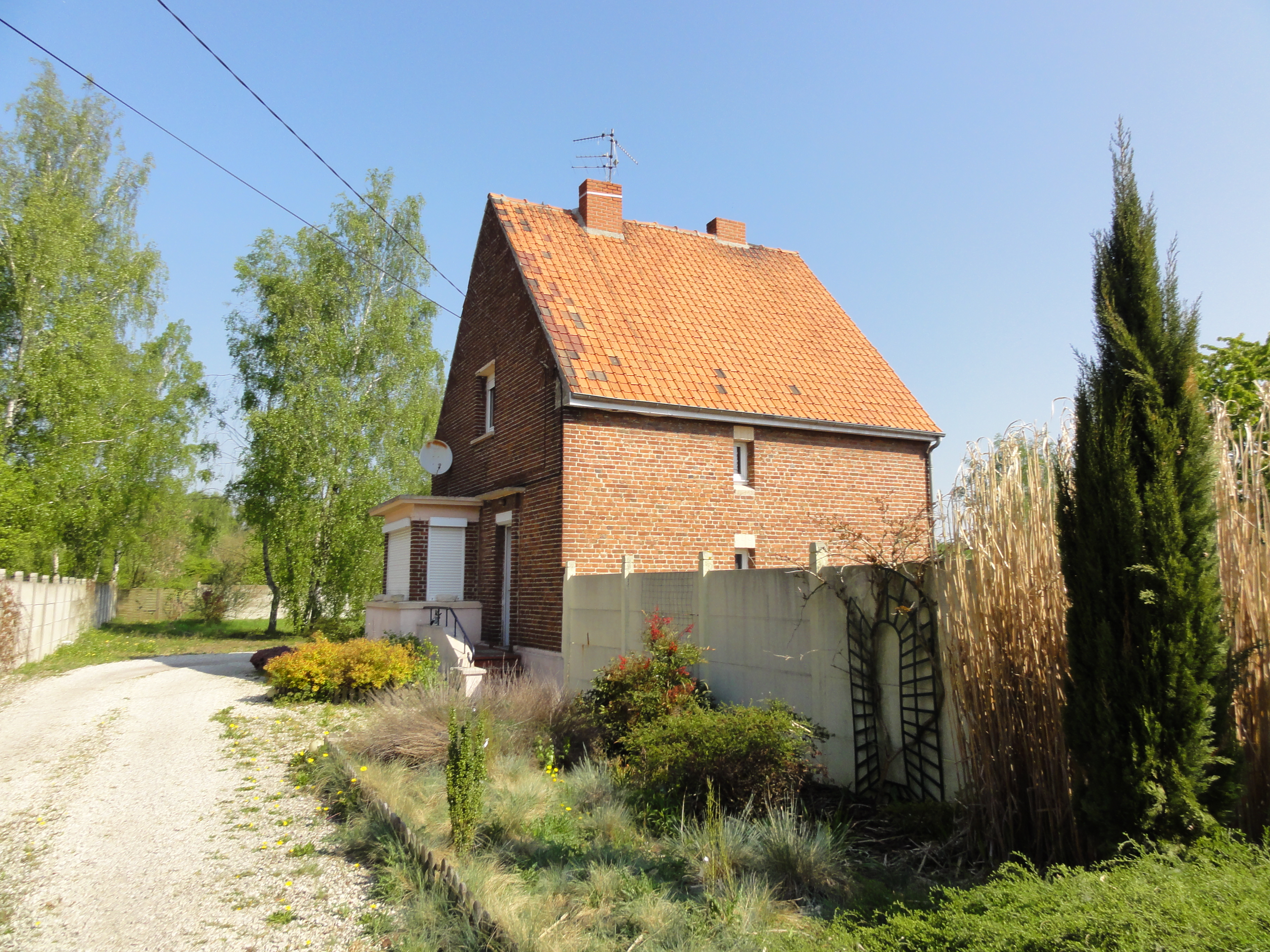
Le logement du garde.
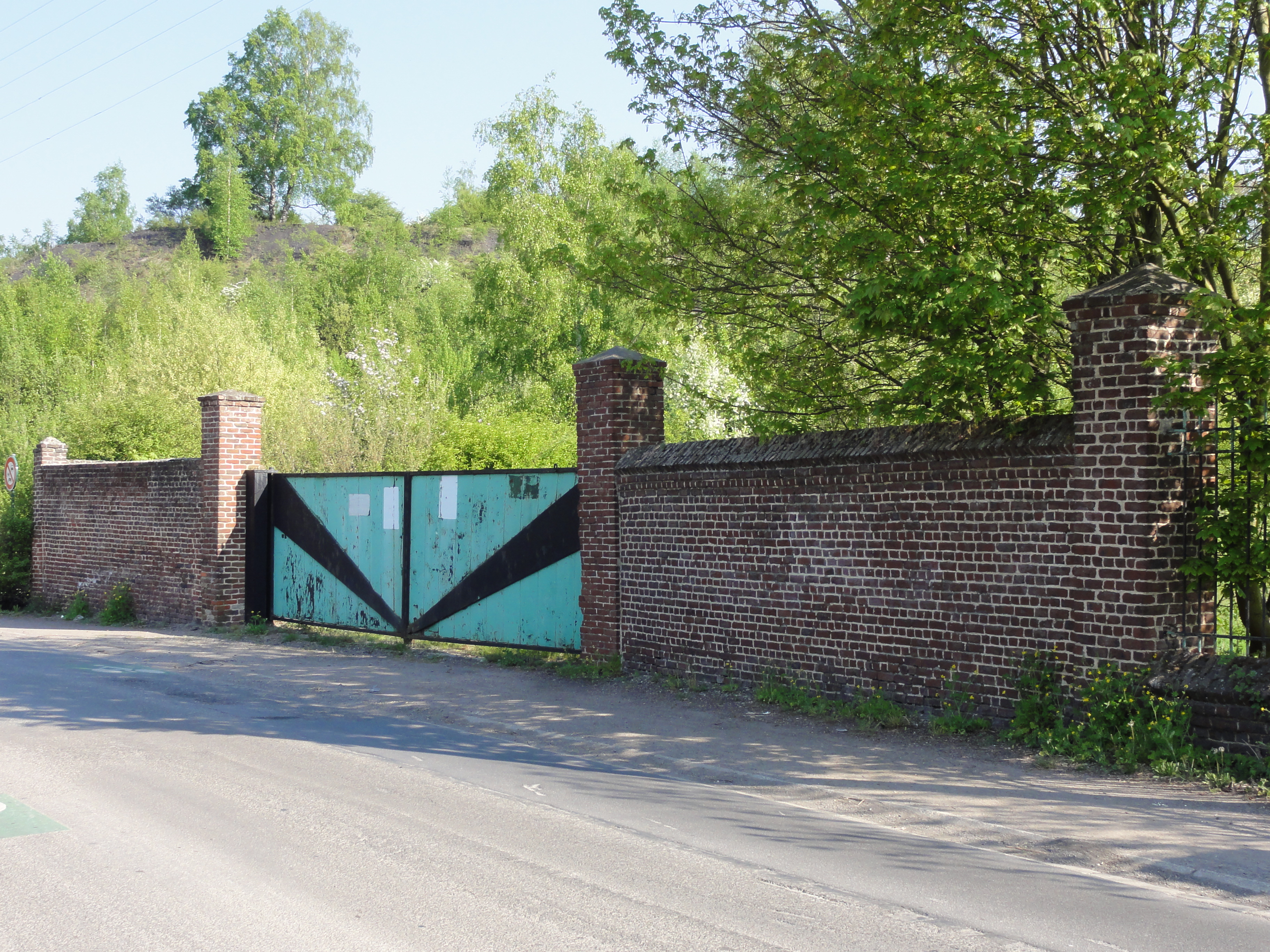
L'entrée ferroviaire, et le terril no 125A.
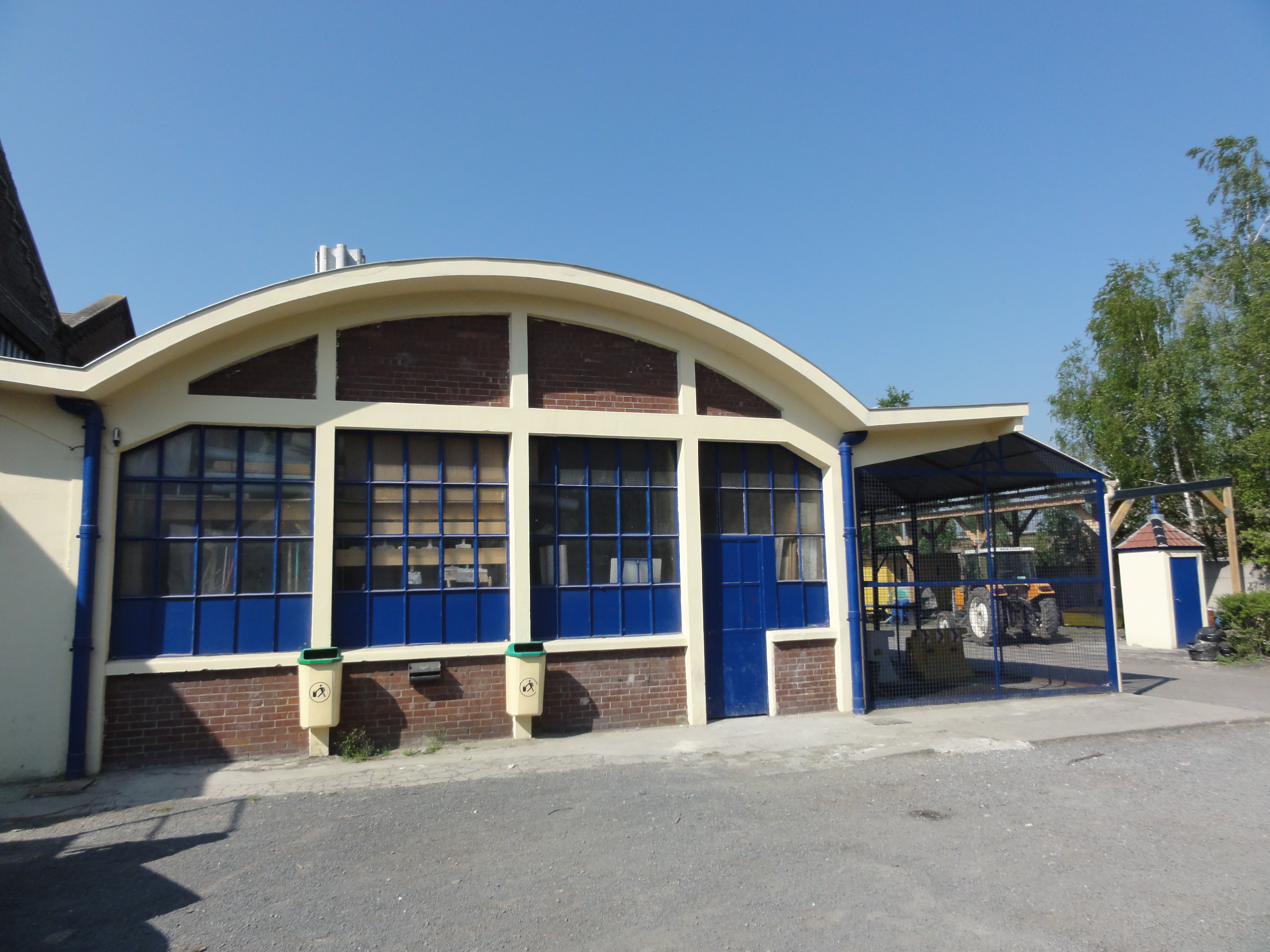
L'annexe des lavabos.

## Les terrils
L'exploitation de la fosse Sainte-Marie a donné lieu à la création de deux terrils.

### Terrilno125, Sainte Marie Est

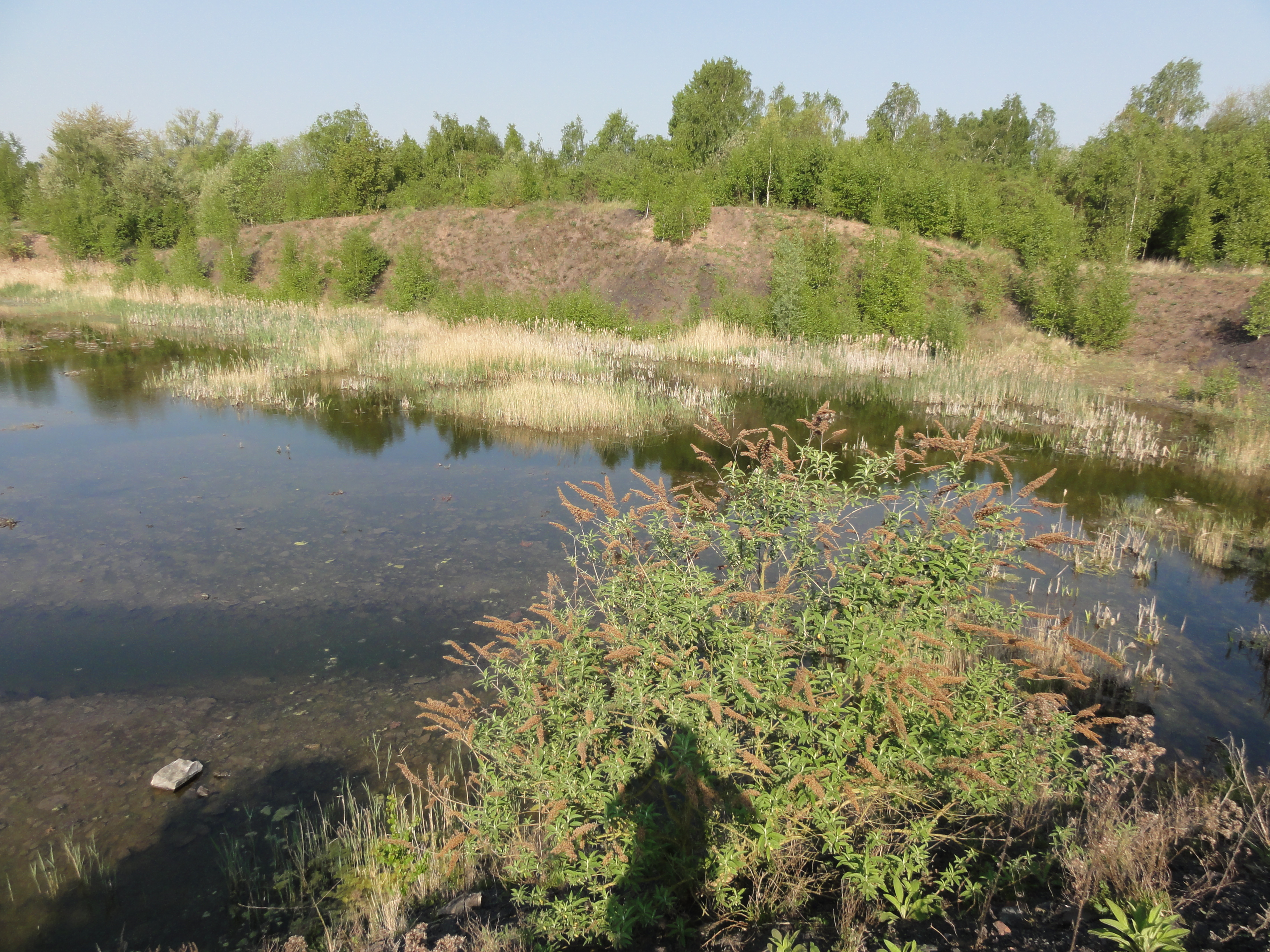
Le terril Sainte Marie Est.

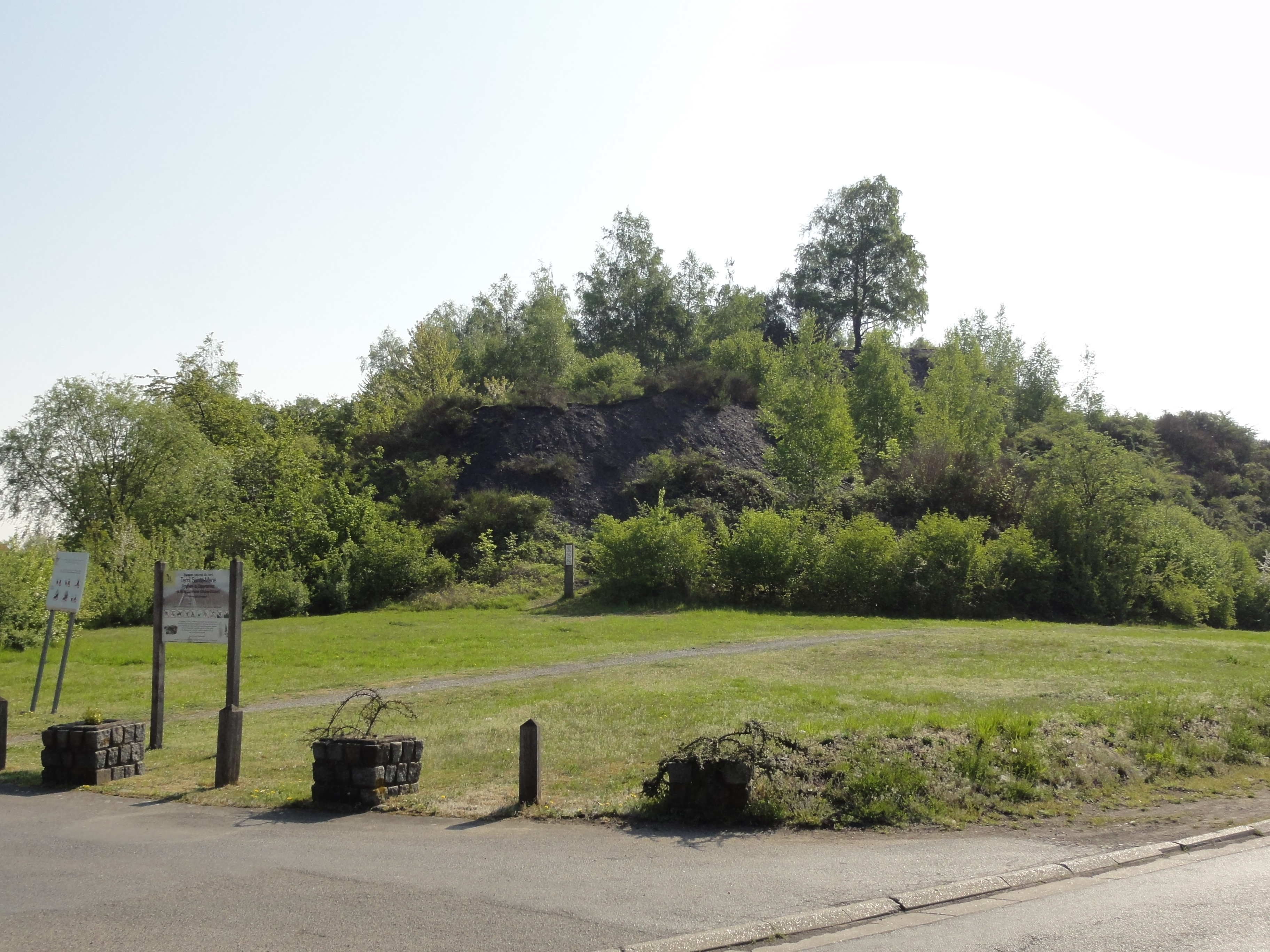
Le terril Sainte Marie Ouest.

50° 20′ 45″ N, 3° 14′ 14″ E
Le terril no 125, Sainte Marie Est, situé à Auberchicourt, est un des deux terrils de la fosse Sainte-Marie. Il s'agit d'un terril plat, de faible hauteur, très étendu, partiellement exploité, et qui est devenu un espace protégé.

### Terrilno125A, Sainte Marie Ouest
50° 20′ 31″ N, 3° 13′ 51″ E
Le terril no 125A, Sainte Marie Ouest, situé à Auberchicourt, est un des deux terrils de la fosse Sainte-Marie des mines d'Aniche. Il s'agit d'un terril conique, entièrement boisé, et de petite taille comparé aux autres terrils coniques du bassin minier. Il fait partie des 353 éléments répartis sur 109 sites qui ont été classés le 30 juin 2012 au patrimoine mondial de l'Unesco. Il constitue le site no 21.

## Les cités
Les cités de la fosse Sainte-Marie, sises à Auberchicourt, présentent une grande variété architecturale, que ce soit les logements construits par la Compagnie, ou les logements construits post-Nationalisation.

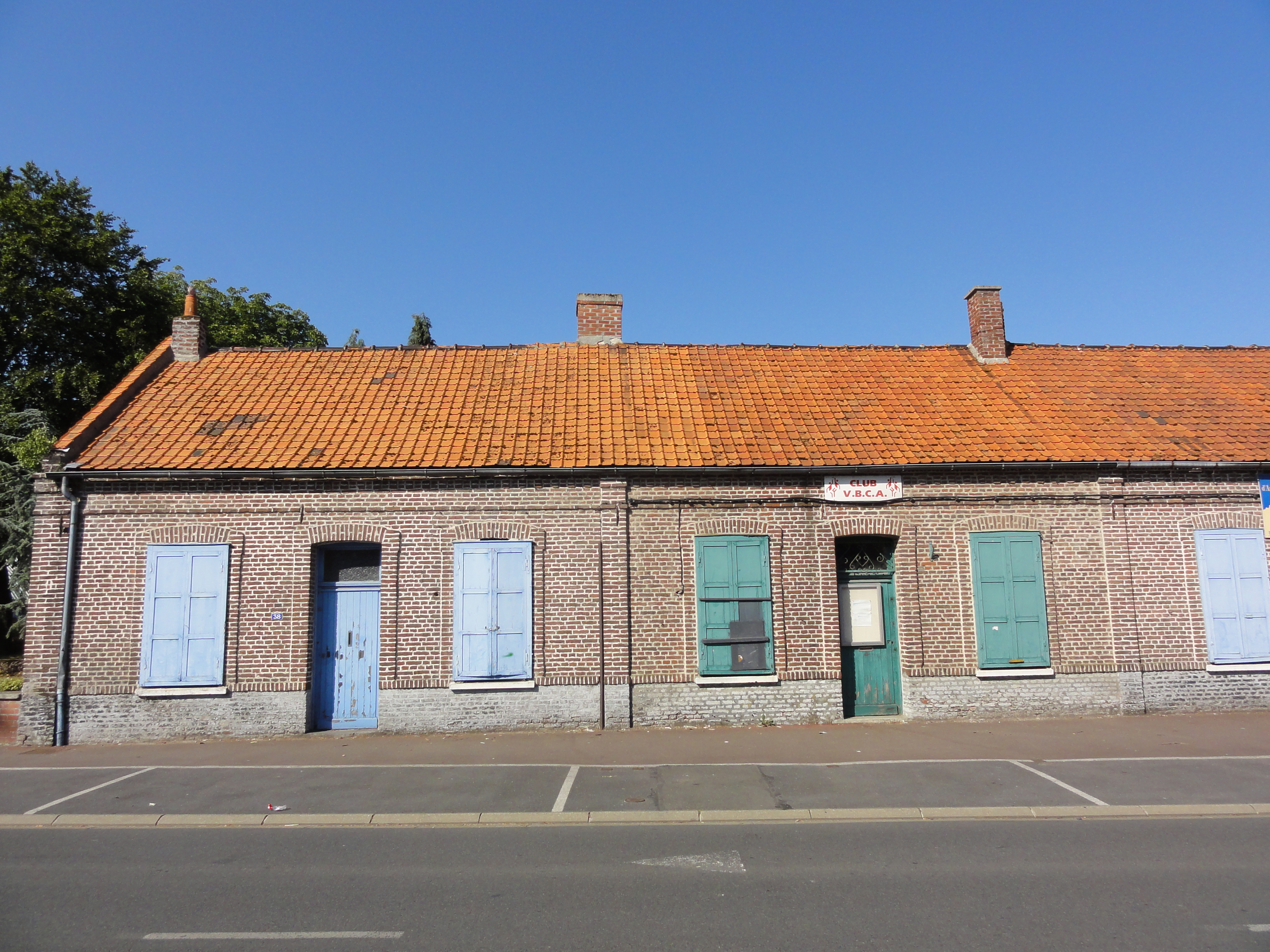
Des corons, près de la mairie.
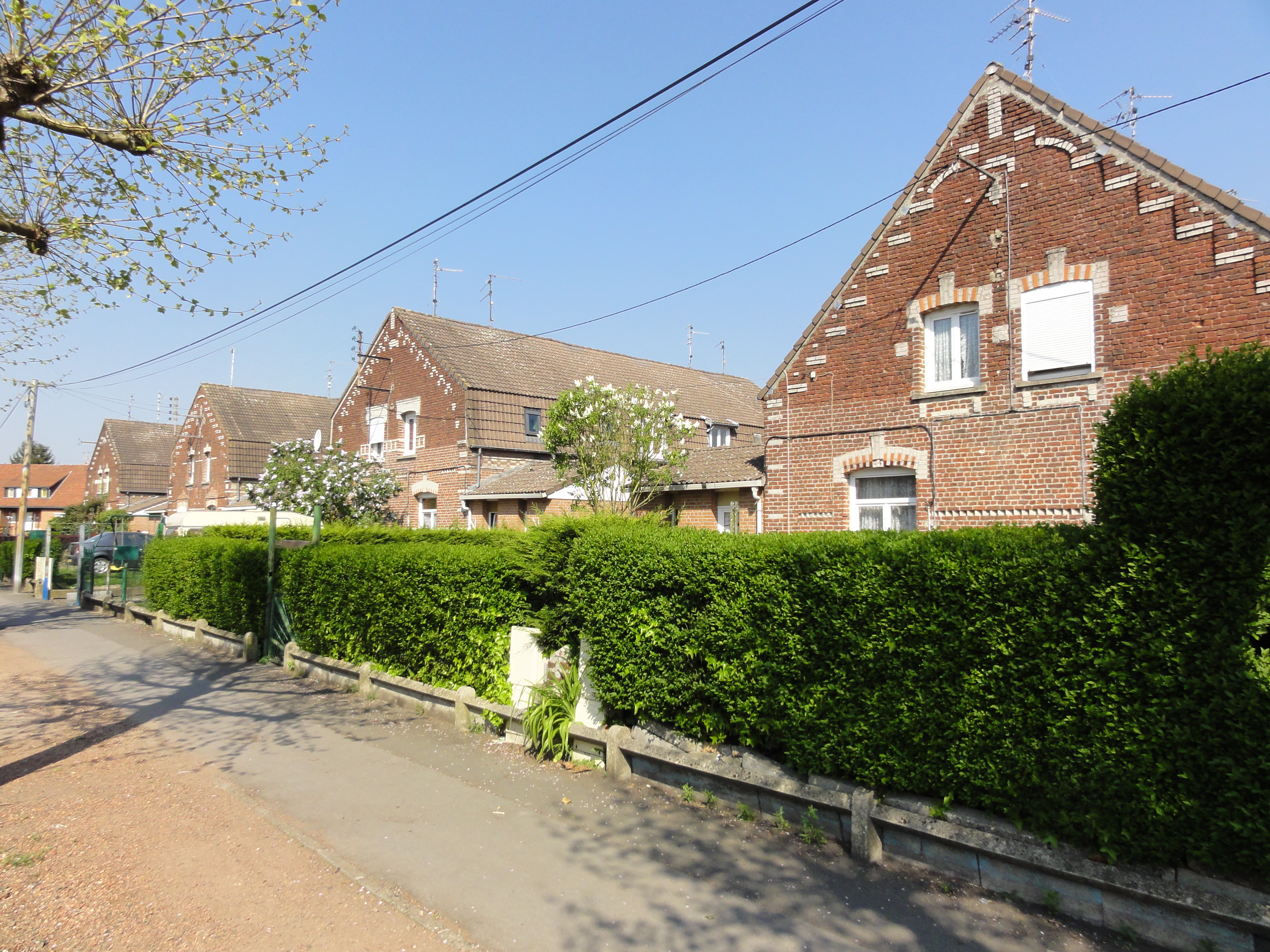
Des habitations groupées par quatre.
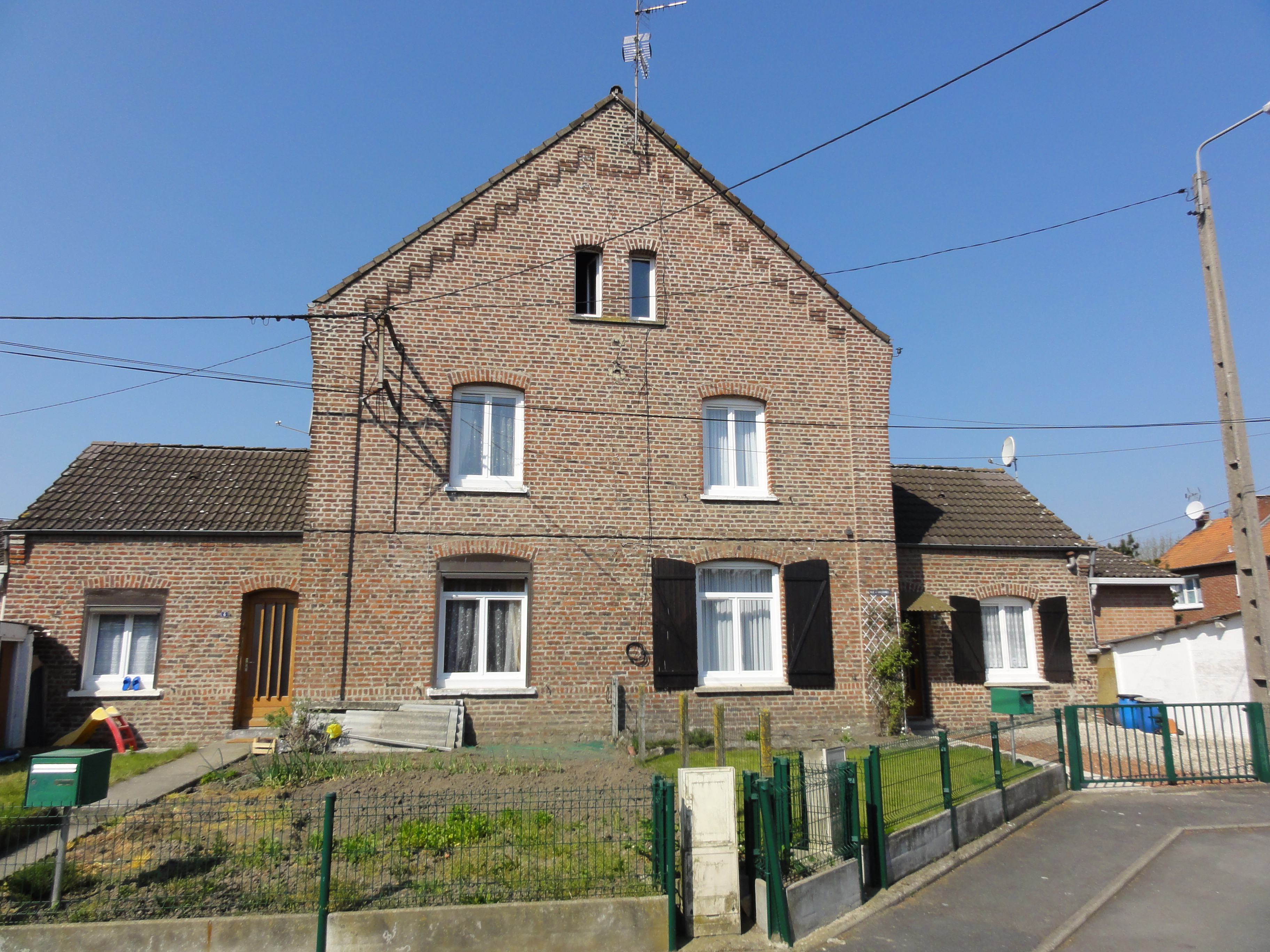
Des habitations plus spacieuses.
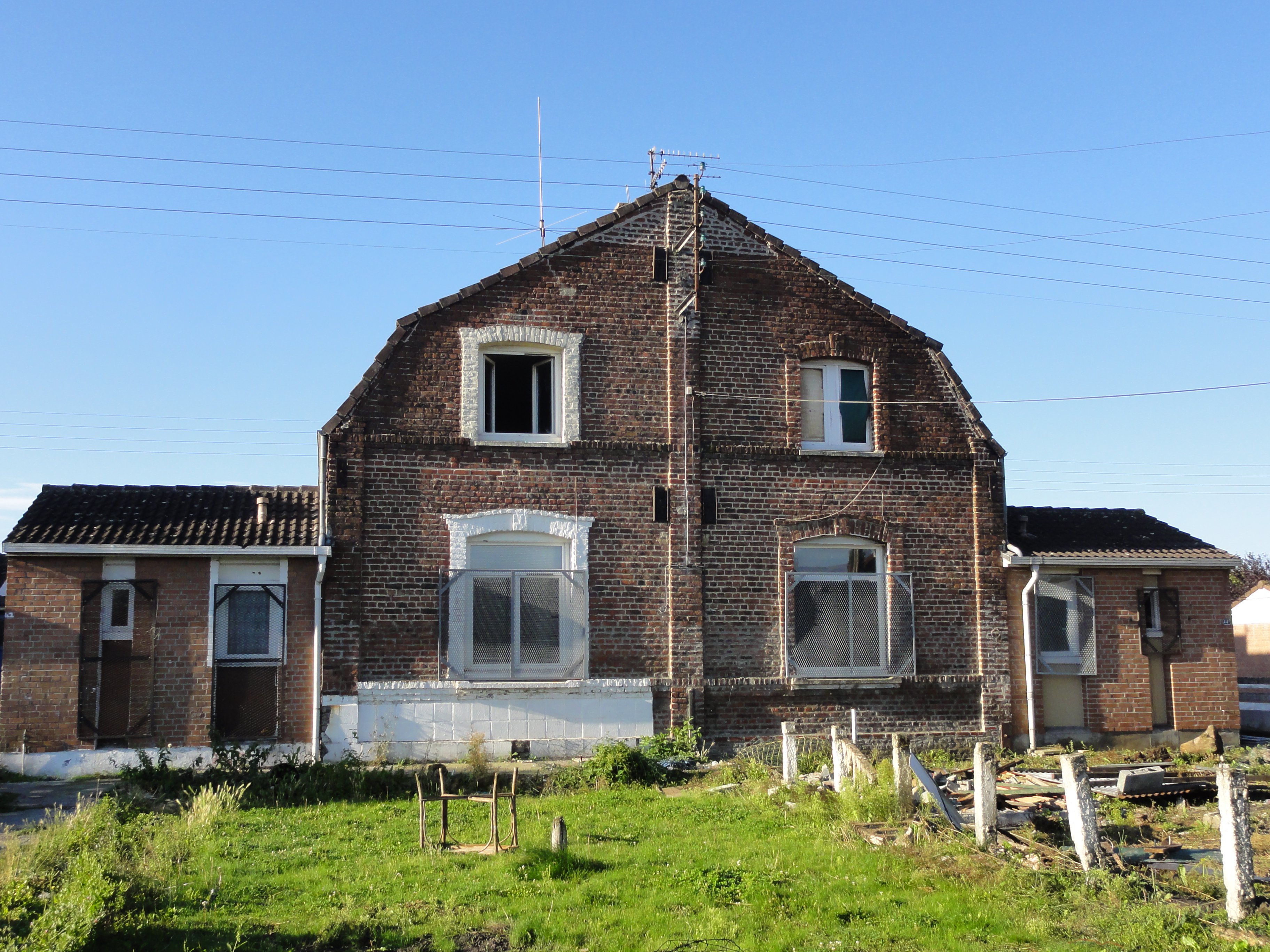
Des habitations groupées par quatre aujourd'hui détruites.
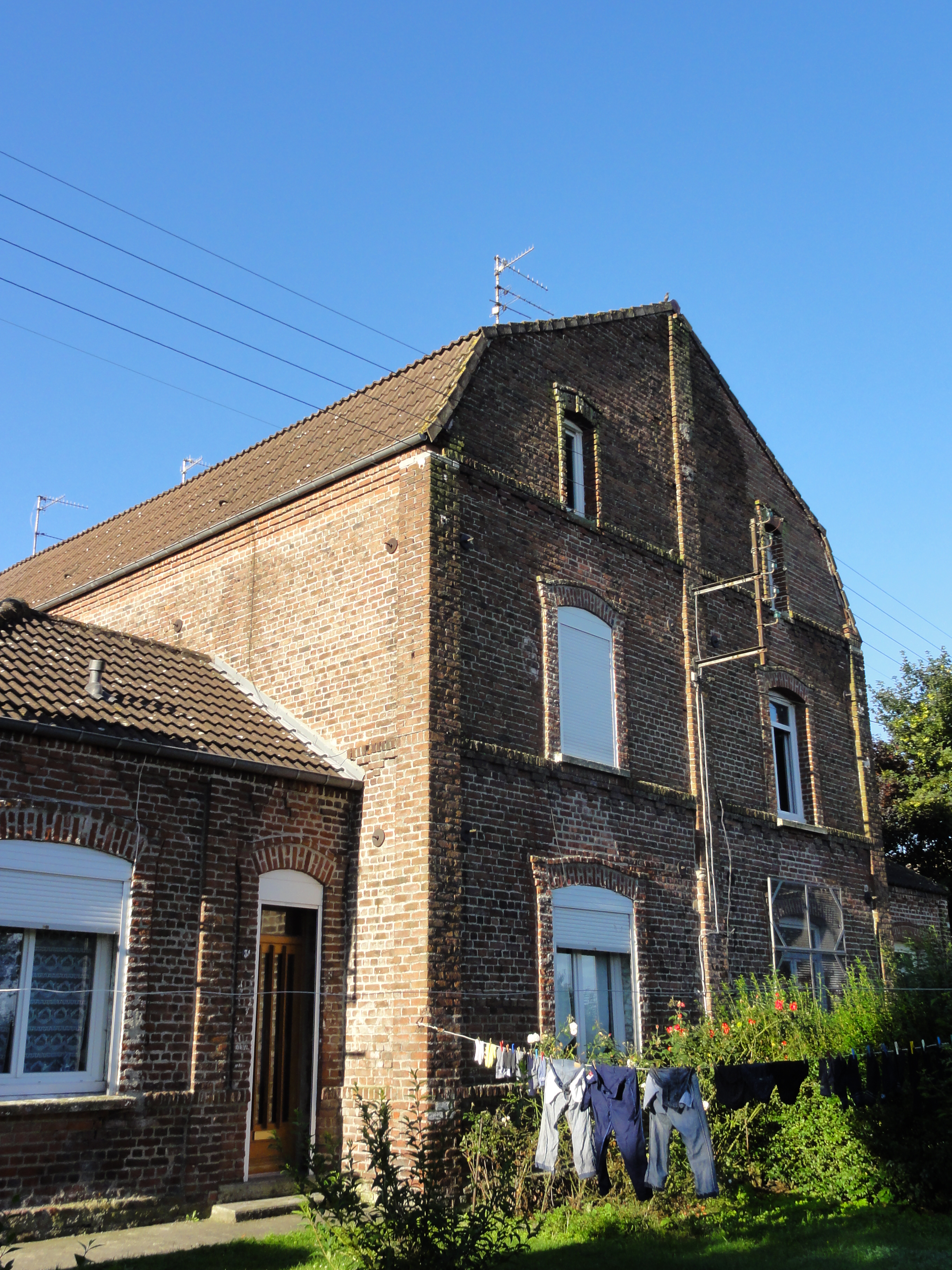
Des habitations groupées par quatre aujourd'hui détruites.
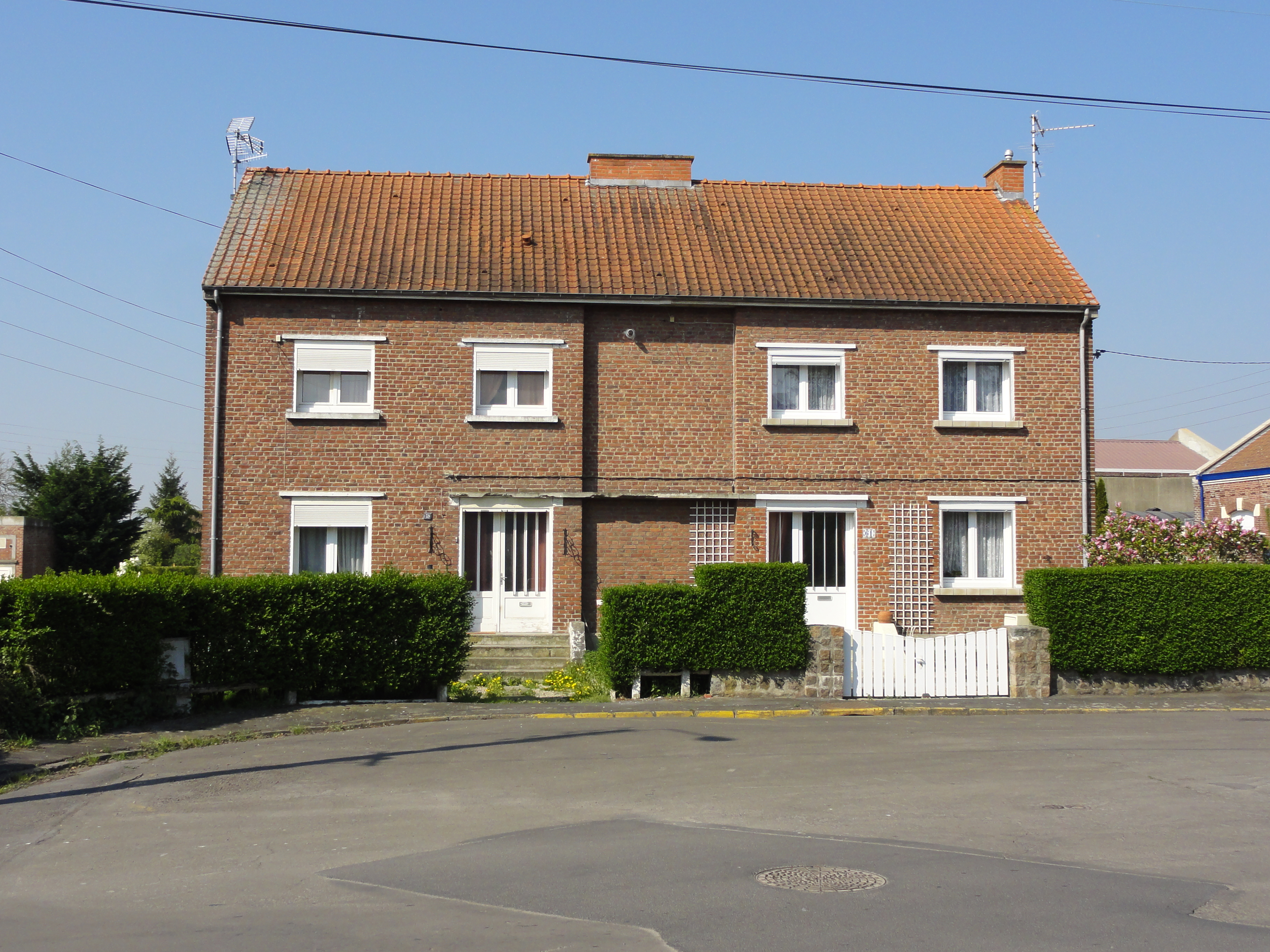
Des habitations post-Nationalisation.
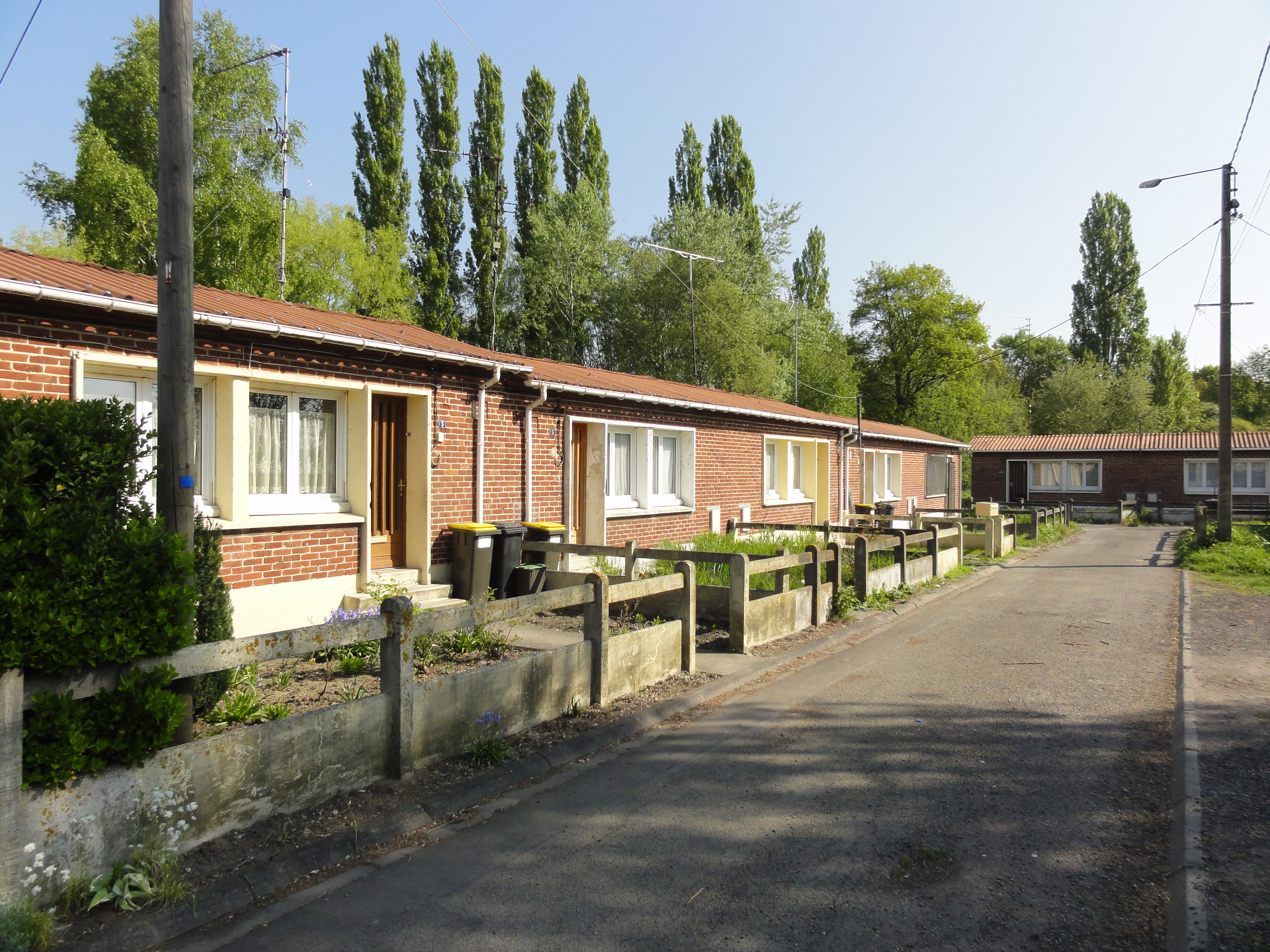
Des habitations post-Nationalisation.
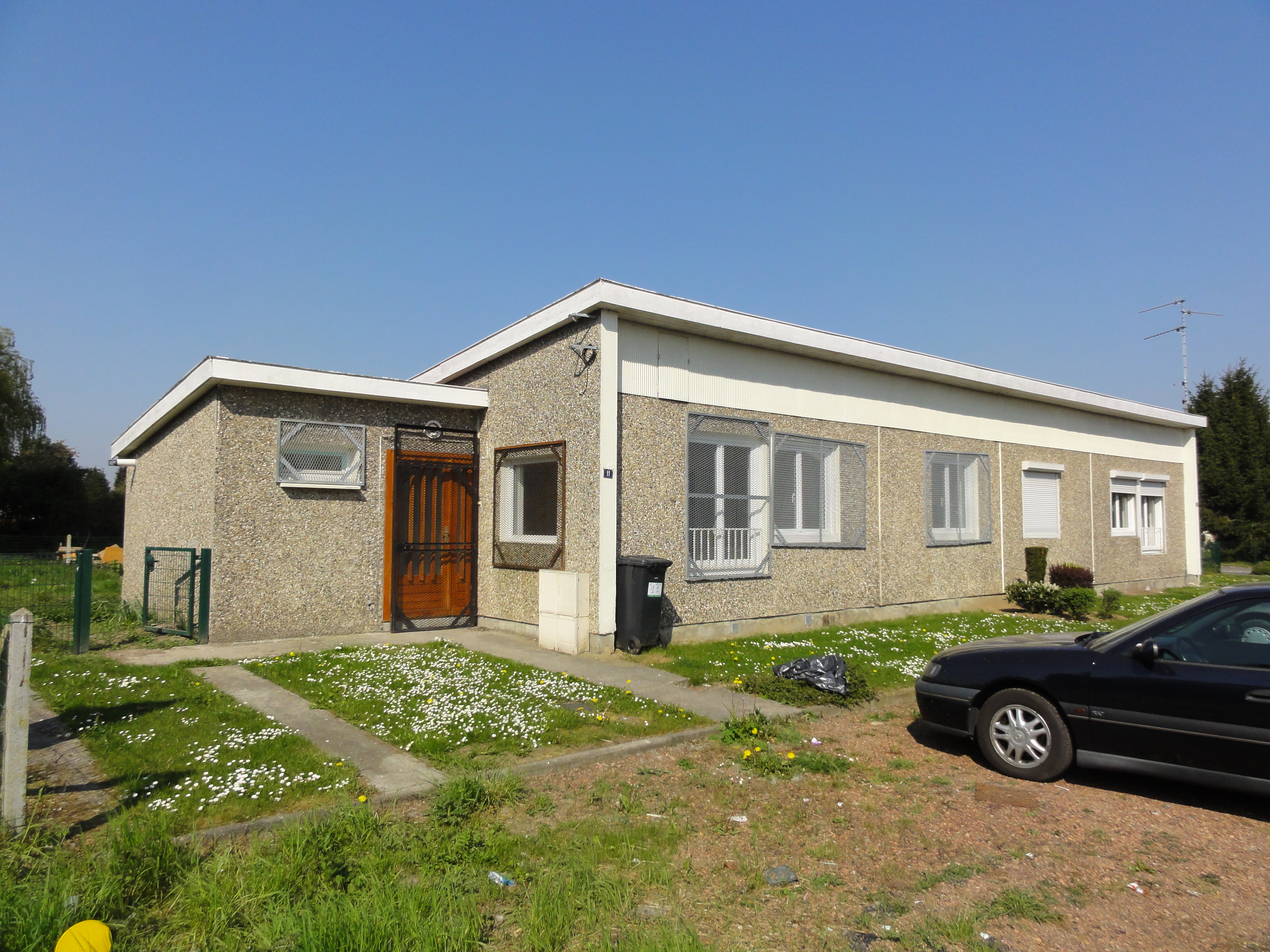
Des habitations post-Nationalisation.